# Ifigenia en Táuride (Jommelli)
Ifigenia en Táuride (título original en italiano, Ifigenia in Tauride) es una ópera en tres actos con música de Niccolò Jommelli sobre libreto de Mattia Verazi, basado en el drama clásico de Eurípides Ifigenia entre los tauros. Se estrenó en el Teatro San Carlos de Nápoles el 30 de mayo de 1771.

## Personajes
| Personaje                      | Tesitura                         | Reparto del estreno (Director: Nicola Fabio) |
| ------------------------------ | -------------------------------- | -------------------------------------------- |
| Ifigenia, sacerdotisa de Diana | soprano                          | Maria Anna Lucia De Amicis-Buonsollazzi      |
| Oreste, su hermano             | soprano o mezzosoprano, castrato | Gaspare Pacchierotti                         |
| Pilade, amigo de Orestes       | tenor                            | Arcangelo Cortoni                            |
| Toante, rey de Táuride         | soprano castrato                 | Tommaso Galeazzi                             |
| Sacerdote del templo de Diana  | contralto castrato               | Pietro Santi                                 |
| Diana                          | soprano                          | Teresa Mignoni                               |